# 朱恆昱
朱恆昱（Wesley Chu，1976年9月23日—）是一位台灣科幻小說作家，目前定居美國。

## 生平
1976年，朱恆昱出生於台北，由於父母前往美國留學，小時候住在嘉義鄉下，由開雜貨店的祖父母照顧。1982年，朱恆昱五歲那年，前往美國定居在內布拉斯加州林肯，1990年在芝加哥定居 。他獲得伊利諾伊大學管理信息系統學位，從事諮詢工作，然後在銀行業工作十年，也曾在電影和電視娛樂界工作，曾擔任特技演員。
朱恆昱的第一部小說《The Lives of Tao》於2011年完成，並於2013年出版，也獲選為2014年亞歷克斯獎（Alex Awards）。朱恆昱在2014年成為一名專職作家。他在2014年和2015年都入圍約翰·W·坎貝爾最佳新作家獎，並於2015年獲獎。
朱恆昱與Angry Robot Books簽訂新系列合約。他的小說《斷裂2097》於2015年獲得約翰·W·坎貝爾最佳新作家獎，並由派拉蒙獲得電影版權。

## 小說

### Taotrilogy
- The Lives of Tao (Angry Robot Books, 2013)
- The Deaths of Tao (Angry Robot Books, 2014)
- The Rebirths of Tao (Angry Robot Books, 2015)
- "The Days of Tao" (Angry Robot Books, 2016)

### Timetrilogy
- Time Salvager (Tor, 2015)
- Time Siege (Tor, 2016)

## 外部連結
- 官方网站
- 朱恆昱在互联网电影资料库（IMDb）上的資料（英文）